# 帶解站

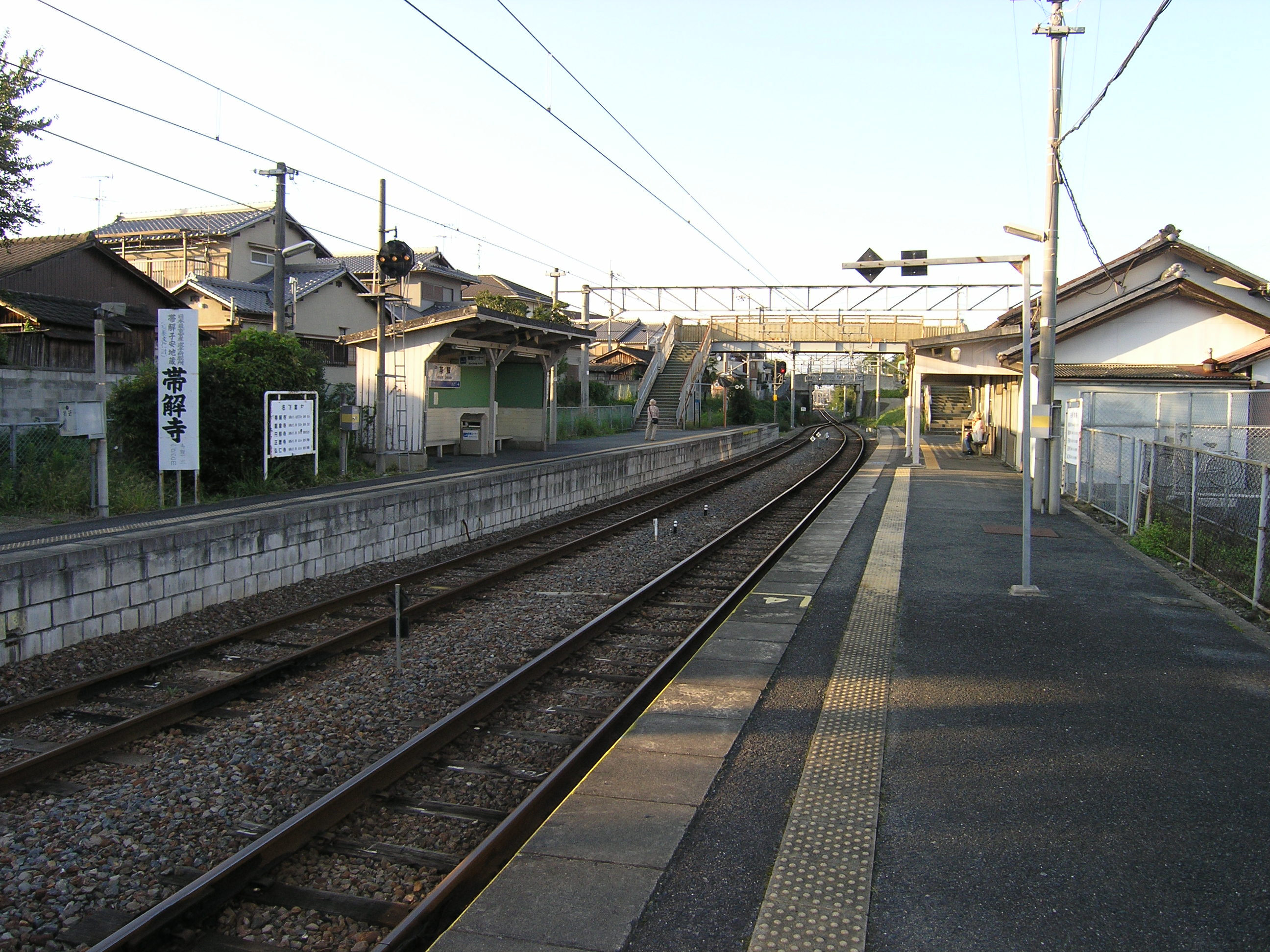
月台（2005年10月）

帶解站（日语：／ Obitoke eki */?）是位於奈良縣奈良市今市町一丁目，西日本旅客鐵道（JR西日本）櫻井線（萬葉Mahoroba線）的車站。

## 歷史
- 1898年（明治31年）5月11日 - 奈良鐵道（日语：奈良鉄道）京終站至櫻井站之間開通，此站啟用[1]。
- 1905年（明治38年）2月7日 - 關西鐵道與奈良鐵道合併，成為關西鐵道車站[1]。
- 1907年（明治40年）10月1日 - 鐵路國有化（日语：鉄道国有法），成為帝國鐵道廳車站[1]。
- 1909年（明治42年）10月12日 - 制定路線名稱，成為櫻井線車站[1]。
- 1984年（昭和59年）10月20日 - 隨著櫻井線CTC化，成為無人車站[2]。
- 1987年（昭和62年）4月1日 - 伴隨國鐵分割民營化，車站由西日本旅客鐵道（JR西日本）營運[1]。
- 2005年（平成17年）3月1日 - 此站開始可以使用IC卡「ICOCA」。設置IC卡專用簡易閘機。
- 2010年（平成22年）3月13日 - 制定路線愛稱為「萬葉Mahoroba線」。

## 車站構造
本站是地面車站，設有2面2線的相對式月台。兩月台之間設有跨線橋連接。奈良線電氣化時已經是無人車站。此站是由王寺鐵道部管理。此站可使用ICOCA（與其互相使用的IC卡）。站内設有自動售票機和ICOCA等IC卡出入閘機。此站沒有普通車票專用的自動閘機。

### 月台
| 月台         | 路線           | 上下行 | 方向           |
| ------------ | -------------- | ------ | -------------- |
| 車站大樓一方 | 萬葉Mahoroba線 | 下行   | 天理、櫻井方向 |
| 車站大樓對面 | 萬葉Mahoroba線 | 上行   | 奈良方向       |

- 上述的路線名稱是使用旅客資訊上的名稱（愛稱）。
- 在資訊上，由於沒有月台編號，車站自動廣播中「○號月台」部分會以「此月台」表示。

## 使用狀況
根據「統計奈良」，以下為近年一日平均乘車人次列表。當中此站是奈良市內最少人使用的車站。
| 年度   | 1日平均 乘車人次 |
| ------ | ---------------- |
| 2000年 | 557              |
| 2001年 | 548              |
| 2002年 | 523              |
| 2003年 | 537              |
| 2004年 | 504              |
| 2005年 | 508              |
| 2006年 | 489              |
| 2007年 | 492              |
| 2008年 | 498              |
| 2009年 | 473              |
| 2010年 | 472              |
| 2011年 | 456              |
| 2012年 | 470              |
| 2013年 | 481              |
| 2014年 | 490              |
| 2015年 | 491              |
| 2016年 | 494              |
| 2017年 | 482              |
| 2018年 | 470              |
| 2019年 | 461              |

雖然車站附近設有住宅區，但是由於距離奈良市較近，因此此站較少使用人次。

## 車站周邊
祈求安產的帶解寺位於車站附近。在7月23日、24日會舉行「地藏祭」，在帶解寺以南200～300米之間於下午6時至凌晨0時之間會開設夜店，特別第一日會較多人們到訪。
- 奈良市立帶解小學（日语：奈良市立帯解小学校）
- 奈良市立都南中學（日语：奈良市立都南中学校）
- 奈良豐澤酒造
- 日本通運奈良總站分店（天理市藏之庄町）
- 高井醫院
- 聲寶奈良工場
- 龍象寺（日语：龍象寺）
- 日本郵便 奈良帶解郵局

## 巴士路線
此站東邊600米的國道169號上設有奈良交通與奈良市社區巴士「下山」巴士站。
停靠該巴士站的巴士路線前往奈良站和天理站的奈良交通巴士路線，也設有前往米谷町方向的奈良市社區巴士路線（奈良交通高樋線替代服務），該路線設有每日4往返班次。

## 相鄰車站
西日本旅客鐵道
 萬葉Mahoroba線（櫻井線）
■快速（經高田站直通大和路線）、■普通
京終－帶解－櫟本

## 注腳
1. 1 2 3 4 5 6 7  曾根悟（監修）. 朝日新聞出版分冊百科編集部（編集） , 编. . 週刊朝日百科. 42号 阪和線・和歌山線・桜井線・湖西線・関西空港線. 朝日新聞出版. 2010-05-16: 22–23 （日语）.
2. ↑  . 鐵道公報 (日本國有鐵道總裁室文書課). 1984-10-19: 4 （日语）.
3. ↑  奈良市統計書「統計なら」 （页面存档备份，存于）（日語） - 奈良市

## 外部連結
- 帶解｜車站資訊：JR出門網 - 西日本旅客鐵道（日語）